# Людмил Стоянов
Вижте пояснителната страница за други личности с името Людмил Стоянов.
Георги Стоянов Златарев, по-известен с псевдонима си Людмил Стоянов, е български писател, поет, преводач и литературен критик. Близък е до Българската работническа партия и левичарите в литературата и политиката.

## Биография
Роден е на 6 февруари 1886 година в семейство на селския учител Стоян Златарев в неврокопското село Ковачевица, тогава в Османската империя. Баща му се изселва в Свободна България. Георги Златарев учи в Пловдивската гимназия, но не успява да я завърши поради финансови затруднения. През 1905 година се установява в София и няколко месеца работи в тухларница край Княжево. В края на годината става парламентарен репортер на вестник „Пряпорец“, орган на Демократическата партия, а по-късно и на антимонархическия вестник „Балканска трибуна“.
Участва в Балканската и Междусъюзническата война, като редник а през Първата световна война е артилерист и военен кореспондент.
От 20-те години на XX век развива активна публицистична и литературна дейност. Съосновател е на театър „Студия“ и в 1923 година редактор на списание „Театър-Студия“ (1923). В 1920 – 1921 година заедно с Гео Милев редактира символистичното списание „Везни“ (1919 – 1922), а в 1923 – 1924 година заедно с Иван Радославов и Теодор Траянов редактира наследника на „Везни“ списание „Хиперион“ (1922 – 1931). Пише във френския комунистически вестник „Юманите“.
През 30-те години редактира различни левичарски издания: „Преглед на антивоенното движение“, „Щит“ (1933 – 1934), „Брод“ (1936), „Кормило“ (1933). Участва в Първия международен писателски конгрес за защита на културата, който се провежда в Париж през 1935 година, както и във Втория в Мадрид и Валенсия в 1937 година. Арестуван е и цензурата забранява печатането на негови текстове. В 1940 – 1941 година е интерниран в Пазарджик, а по-късно в Сомовит.
След Деветосептемврийския преврат, от 1946 до 1949 година е председател е на Съюза на българските писатели (1946 – 1949). В 1946 година става академик на Българската академия на науките. В 1948 година е избран за член на Световния съвет на мира. Десет години от 1949 до 1959 година е директор на Института за литература на БАН.
Редактира списание „Славяни“ (1945 – 1969) и „Септември“ (от 1948).
Депутат е в Шестото велико народно събрание в 1946 година и в Третото народно събрание в 1957 – 1962 година.
Умира на 11 април 1973 година в София.
Негова внучка е българската художничка Алисия Санча.

## Творчество
Литературният му дебют е на страниците на сп. „Художник“, където публикува лирическия цикъл „Замръзнали цветя“.
Остава в литературната история с творби като „Меч и слово“ (1917), „Видения на кръстопът“ (1914), както и със следвоенните си произведения, които бележат сериозен прелом в творчеството му – „Холера“, „Сребърната сватба на полковник Матов“ и т.н. Изявява се и като драматург и преводач.
Първият превод на Людмил Стоянов, издаден в самостоятелна книга, е романът „В навечерието“ на Тургенев през 1912 г. В поредицата от над 50 отделни книги с негови преводи основно място заема руската класическа литература: Пушкин, Лермонтов, Гогол, Тургенев, Достоевски, Толстой; съветската литература: Маяковски, Н. Островски, Михаил Зошченко, Симонов, Лев Касил и др.; световни майстори на словото: Шекспир, Байрон, Едгар По, Джек Лондон и др.
Негово увлечение са Лермонтов и Пушкин. Людмил Стоянов превежда не само отделни техни творби, но полага усилия да представи цялостно творчеството им. През 1942 г. издава в свой превод „Съчинения. Пълно издание в 5 тома“ на Лермонтов. Същата година под негова редакция излиза „Пълно събрание в 10 тома“ на Пушкин, където голям брой от стихотворенията и поемите са негови преводи.
За разлика от символистите, познаващи добре френските и немските символистични течения: Лилиев, Траянов, Дебелянов, Ем. Попдимитров, през символистичния период на поетическото си развитие Людмил Стоянов е ориентиран към руската символистична поезия и особено поезията на В. Брюсов.

## Роля за развитието на българската преводна литература
Поетическите преводи на Людмил Стоянов са обсъждани и предизвикват остри литературни полемики по отношение на точност и умение. Като цяло, преводаческата му работа е продължителен процес, свързан и с промените в българския книжовен и поетически език. Винаги когато превежда от неславянски автори, той превежда от руски. Историческата му заслуга е фактът, че предоставя за първи път на българската публика до средата на ХХ век своя подбор на руската поезия и пресъздава нейната атмосфера, която е въздействала силно при изданията на преводите му. Множество от преводите на Людмил Стоянов са претърпели по няколко издания.

## Памет
На Людмил Стоянов е наречена улица в София (Карта).

## Частична библиография
- Видения на кръстопът. Елегии, песни, послания. 1914.
- Меч и слово. Героични песни за България. 1917.
- Томирис. Трагическа поема в 5 действия. 1921.
- Трагедията на живописта. За изкуството на художника Борис Христов. 1922.
- Аполон и Мидас. Антична комедия. 1923.
- Земя. Романтическа поема. 1923.
- Син человечески. Християнска комедия. 1923.
- Гибелта на Раковица. Драма. 1924.
- П. К. Яворов. Поет на любовта и смъртта. 1925.
- Прамайка. Четвърта книга стихове. 1925.
- Антигона. Трагедия в стихове. 1926.
- Димчо Дебелянов. Спомени и впечатления. 1926.
- Светая светих. Лирически молитвеник. 1926.
- Бич божий. Разкази. 1927.
- Мара, хубава българка. 1928.
- Боян Магесник. Житие. 1929.
- Женски души. Разкази. 1929.
- Бенковски. Единъ фантастиченъ животъ. Роман-хроника. София: Древна България, 1930, 182 с.
  - „Бенковски (романизуван живот)“, София, 1943 година
  - Бенковски. Романизован живот. Худ. Атанас Пацев. София: Народна младеж, 1958, 190 с.
  - Георги Бенковски. София: Народна младеж, 1972, 300 с.
  - Георги Бенковски. София: Изд. на БЗНС, 1986, 187 с.
- Васил Левски. Живот, апостолство, смърт. 1930.
  - Васил Левски. Живот, апостолство, смърт. 1943.
- А. Стамболийски. Земледелскиятъ апостолъ. Романизуван живот. Ист. роман. София: Земя и култура, 1931, 365 с.
  - Александър Стамболийски. Ист. роман. София: Изд. на БЗНС, 1977, 333 с.
  - Александър Стамболийски. Ист. роман. София: Изд. на БЗНС, 1979, 333 с.
- Прародина. 1931.
- Холера. Войнишки дневник. 1935.
  - Холера. Войнишки дневник. София: Изд. на БКП, 1949, 171 с.
  - Холера. Войнишки дневник. София: Български писател, 1964, 163 с.
  - Холера. Войнишки дневник. София: Български писател, Библиотека за ученика, 1969, 161 с. (общо десет издания в Библиотека за ученика)
- Вълците пазят стадото. Комедия. 1936.
- Мехмед Синап. Историята на един бунт. 1936.
  - Мехмед Синап. Историята на един бунт. 1939.
  - Мехмед Синап. Историята на един бунт. София: Печатница „Братя Миладинови“, 1945, 150 с.
  - Мехмед Синап. Историята на един бунт. София: Държавно военно издателство, 1958, 203 с.
  - Мехмед Синап. Историята на един бунт. Худ. Златка Дъбова. София: Български писател, 1961, 160 с.
  - Мехмед Синап. Историята на един бунт. София: Военно издателство, 1979, 147 с.
- „Съвременна Европа“, София, 1936 година
- Болно сърце. Разкази. 1938.
- Моите срещи. Срещи и разговори със съвременни европейски писатели. 1938.
- Земен живот. Стихотворения и поеми. 1939.
- На преден пост. Разкази. София: Библиотека „Култура“, 1939, 172 с.
- Зазоряване. Роман. 1945.
  - Зазоряване. София: Военно издателство, 1968, 280 с.
- Милосърдието на Марса. Разкази. 1945.
  - Милосърдието на Марса. Разкази. 1971.
- Стихотворения. 1908 – 1939. 1945.
- Пътят на махалото. Антифашистки статии. 1946.
- Лермонтов. Критико-биографический очерк. 1947.
- Сребърната сватба на полковник Матов. 1947.
  - Сребърната сватба на полковник Матов. София: Български писател, 1963, 144 с.
- Избрани творби. 1948.
- Американските зверства в Корея. 1951.
- Избрани съчинения в шест тома. 1952 – 1956.
- Отвъд желязната завеса. Стихотворения. 1953.
- Детство. 1962.
  - Детство. Худ. Иван Кирков. София: Народна култура, 1971, 248 с.
- Людмил Стоянов за литературата, изкуството и културата. София: Изд. на БАН, 1959, 671 с.
- Пистолет и цигулка. Разкази. 1966.
- Ехо от Аврора. Избрани произведения. София: Профиздат, 1967, 252 с.
- Литературни очерци за български и руски писатели. София: Народна просвета, 1968, 250 с.
- Балади и поеми. 1970.
- Разкази и повести. 1972.
- Война. Роман. София: Народна младеж, 1973, 150 с.
- Избрани преводи. София: Народна култура, 1986, 255 с.